# Publi Servili Vàcia Isàuric (cònsol 79 aC)
Publi Servili Vàcia Isàuric (en llatí: Publius Servilius C. f. M. n. Vatia Isauricus) era un magistrat romà, net de Quint Cecili Metel Macedònic. Apareix esmentat per primera vegada l'any 100 aC quan va agafar les armes contra el tribú de la plebs Apuleu Saturní junt amb altres aristòcrates. Formava part de la gens Servília i era de la família dels Servili Vàcia.
L'any 79 aC va ser nomenat cònsol per Sul·la junt amb Api Claudi Pulcre i a l'any següent va ser enviat com a procònsol a Cilícia amb una poderosa flota i exèrcit per lluitar contra els pirates cilicis, on va lluitar amb èxit i els va derrotar finalment en un combat naval a la costa de la província. Els pirates es van refugiar a les muntanyes de l'interior i Servili va atacar les fortaleses muntanyenques durant tres anys, en una lluita molt dura pels soldats romans i amb ferotge resistència dels salvatges habitants d'aquestes zones.
La primera fortalesa ocupada va ser Olympus a Lícia defensada pel cap dels bandits Zenicet que va morir amb els seus entre les flames de la ciutat. Després va conquerir Faselis a Pamfília i van seguir altres fortaleses menys importants, després del qual va entrar pròpiament a la Cilícia on va assaltar la fortalesa de Coricos a la costa. Les fortaleses més properes a la mar van quedar així dominades i llavors va entrar cap a l'interior. Va creuar les muntanyes del Taure (la primera vegada que els exèrcits romans entraven en aquestes muntanyes) i es va dirigir directament contra el poble dels isauris, assetjant la capital Isàuria que va poder conquerir després de desviar el riu que subministrava aigua a la ciutat. L'exèrcit el va saludar llavors com imperator i va rebre el cognomen d'Isàuric.
Després d'això Cilícia es va organitzar com a província romana, i ell va retornar a Roma l'any 74 aC, on va celebrar el triomf que estava adornat per Nicó i altres caps dels pirates capturats, i per un gran botí que va ser dipositat a l'erari sense conservar-ne ni la més petita part. Tot i el seu gran èxit, al cap d'un temps els pirates van ressorgir.
Després del 74 aC va ser un dels caps del senat i és mencionat sovint per Ciceró amb molt de respecte. L'any 70 aC era un dels jutges del cas de Verres. El 67 aC va donar suport al nomenament de Gneu Pompeu per dirigir la guerra contra els pirates. El 63 aC era candidat a pontífex màxim, però va ser derrotat per Juli Cèsar, que havia servit a les seves ordes a Cilícia. El mateix any va donar suport a Ciceró contra els catalinaris i era partidari d'aplicar la màxima pena als conspiradors. El 57 aC va donar suport a fer tornar Ciceró del desterrament. L'any 56 aC es va oposar a la restauració de Ptolemeu XII Auletes.
El 55 aC va ser censor amb Marc Valeri Messal·la Níger. Va morir el 44 aC quan tenia uns 80 anys.